# 朱刘店站
朱刘店站是一个胶济线上的铁路车站，位于山东省昌乐县朱刘镇，建于1903年，目前为四等站，邮政编码为262404。目前客运：办理旅客乘降；行李、包裹托运；货运：办理整车货物发到；危险货物仅办理农药、化肥发到。